# Paulina Holtz

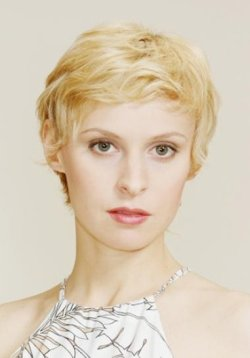
Paulina Holtz

Paulina Holtz (* 23. Februar 1977 in Warschau) ist eine polnische Schauspielerin.

## Leben
Paulina kam 1977 als Tochter der Schauspielerin Joanna Zólkowska und des Regisseurs Witold Holtz zur Welt. Aufgrund ihrer Eltern kam Paulina sehr früh mit der Schauspielerei in Berührung. So spielte sie bereits im Alter von sechs Jahren in Theaterstücken mit. 1990 war sie zum Beispiel in dem Stück Romeo und Julia von William Shakespeare zu sehen. Bevor sie sich für eine Schauspielkarriere entschied, studierte Paulina Holtz Journalismus, Ethnologie und Anthropologie.
Seit dem Start im Jahre 1997 spielt sie in der erfolgreichsten polnischen Seifenoper Klan mit. Neben ihrem Serienengagement ist sie auch immer wieder in Spielfilmen und in Theaterrollen zu sehen, wie zum Beispiel in Das letzte Versteck.
Im April 2004 war Paulina Holtz mit einer erotischen Fotostrecken in der polnischen Ausgabe des Playboy zu sehen.

## Filmografie
- seit 1997: Klan (Fernsehserie)
- 1999 Na koniec swiata
- 2002 Das letzte Versteck
- 2002 Jak to sie robi z dziewczynami
- 2005 In transit (Kurzfilm)
- 2007 Taxi A
- 2007 Rys
- 2008 Ile wazy kon trojanski?
- 2012: Na dobre i na zle (Fernsehserie, Folge 14x08)
- 2016: Titanium White
- 2017: Ucho Prezesa (Fernsehserie, Folge 1x13)
- 2017: O mnie sie nie martw (Fernsehserie, Folge 6x10)
- 2019: W rytmie serca (Fernsehserie, Folge 4x05)
- 2021: Piekni i bezrobotni (Fernsehserie, Folge 1x04)